# 今江克隆
今江 克隆（いまえ かつたか、1964年7月4日-)は日本のバスプロ。ルアーメーカー 株式会社イマカツ代表取締役。大阪府出身。

## 人物
大阪府出身、血液型はB型。日本最大のトーナメント組織 日本バスプロ協会(JB)において、全てのメジャータイトルを複数回に亘り獲得し、常に頂点に君臨し続けているトーナメントプロ。15年間の商社勤務を経て、2004年、自身がデザインするルアーメーカー 株式会社イマカツを設立、同代表取締役就任。
趣味は映画鑑賞・釣りで、バス釣りの初体験はスインフィンのホッテントット。尊敬するバスプロは下野正希、田辺哲男。

## 経歴
1977年、
中学卒業後、大阪府立北千里高等学校に入学。友人の組んだロック・バンドが演奏していたレッド・ツェッペリンやディープ・パープルの楽曲を翻訳するほど英語が得意で、自身もギターを弾く。また釣りの道具であるルアーのタックル・ボックスを教室に持ち込んでは友人に使い方をレクチャーし、その多趣味ぶりをアピールしていた。
大学受験ではいわゆる関関同立と呼ばれる大学郡に全て受かったが、最終的には同志社大学法学部に進学した。ちなみに同大学を選んだ理由は、「偏差値がいちばん高かったから」。
1986年、同志社大学入学後は釣りの同行会に所属。大学4回生の秋に関西ではじめて行われたJBTA（現JB/日本バスプロ協会）のトーナメントである東レソラロームカップが行われ、これに参戦。人生初のトーナメント参加ながら準優勝し、東レチームにスカウトされるきっかけとなる。(この時の優勝者は菊元俊文)
同志社大学法学部法律学科卒業後はタイヤメーカーに就職するが、トーナメント参戦の夢を断ち切れず退社。その後、総合商社へ就職し、仕事とバスプロ活動を両立する日々を送る。
2001年、ワールドプロシリーズで5戦中4度表彰台に上がり、そのうち2戦は優勝という結果で年間総合優勝を果たす。JBワールドチャンピオンとなって史上初のスーパーグランドスラムを達成する。
2004年、ワールドプロシリーズ年間総合優勝。自身の名前を冠したルアー会社「IMAKATSU」を設立。第一弾としてLOTハンドメイドルアー汐瀬聡とコラボしBT100をリリース。
2005年、JBエリート5の初代チャンピオンとなる。アメリカのパウエル湖で行われたトーナメントの際に腰を痛め、30代の時には重度の筋膜剥離を経験。以降、腰痛に悩まされる。JBトーナメントの運営にも携わる。
2007年　癌に侵されている事が判明し、手術をおこなう。術後３ヶ月でトーナメントに復帰するが、結果は予選落ち。
2011年　JBTOP50第1戦にて優勝、年間成績5位でフィニッシュした。また、2011年度のトーナメントでの自身の獲得賞金を東日本大震災復興支援として全額寄付する事を宣言。実際に表彰式で地元関係者に手渡し、日本赤十字社を通して被災地に寄付を行った。

## トーナメント優勝歴
- 1987 JBTA西日本オープン 第8戦  面河ダム
- 1987 JBTA西日本 年間チャンピオン
- 1988 JBTA西日本プロ 第2戦  琵琶湖
- 1989 JBTAプロ 第1戦  河口湖
- 1989 JBTAプロ 第2戦  琵琶湖
- 1989 JBTAプロ 年間チャンピオン
- 1990 JBTAプロ 第1戦  北浦
- 1990 JBTAプロ 年間チャンピオン
- 1991 JBTAプロ 第3戦  河口湖
- 1992 JBTAプロ 第2戦  琵琶湖
- 1992 JBTAプロ 第4戦  琵琶湖
- 1992 JBTAプロ 第6戦  琵琶湖
- 1992 JBTAプロ 年間チャンピオン
- 1996 ジャパンスーパーバスクラシック  琵琶湖・河口湖
- 1998 JBワールド 第4戦  桧原湖
- 1998 ジャパンスーパーバスクラシック  琵琶湖・河口湖
- 2001 JBワールド 第1戦  遠賀川
- 2001 JBワールド 第4戦  早明浦ダム
- 2001 JBワールド 年間チャンピオン
- 2003 JBワールド 第1戦  琵琶湖
- 2003 JBワールド 第5戦  桧原湖
- 2004 JBワールド 第1戦  東条湖
- 2004 JBワールド 第3戦  高滝ダム
- 2004 JBワールド 年間チャンピオン
- 2005 JBエリート5　早明浦ダム
- 2011 JBTOP50　第1戦 早明浦ダム

## スポンサー
- IMAKATSU
- 東レフィッシング
- エバーグリーンインターナショナル
- ポパイ
- マーキュリーマリンインターナショナル
- 明邦化学工業

## 出演作品

### VHS
- REAL BASS FISHING Vol.1~2 (学研)
- ザ・シークレット Vol1~2 (NBC)
- 燃える今江克隆 トーナメントシミュレーション (NBC)
- CLIMAX (アルバン)
- 黒帯 (内外出版社)
- 黒帯 II (内外出版社)
- 黒帯 III (内外出版社)
- 黒帯 IV (内外出版社)
- 黒帯 V (内外出版社)
- 黒帯 VI (内外出版社)
- 黒帯 特別編 in USA (内外出版社)
- 黒帯 特別編 ザ・グレートアマゾン 前編 VHS版 (内外出版社)
- 黒帯 特別編 ザ・グレートアマゾン 後編 VHS版 (内外出版社)
- THE SUPER SECRET (2004年1月26日、地球丸)

### DVD
- 黒帯 特別編 ザ・グレートアマゾン 前編 (内外出版社)
- 黒帯 特別編 ザ・グレートアマゾン 後編 (内外出版社)
- 黒帯 the Best (内外出版社)
- 黒帯 外伝 (内外出版社)
- 黒帯 VII (内外出版社)
- 黒帯 VIII (内外出版社)
- 黒帯 the PREMIUM BOX (内外出版社)
「黒帯 I~VI」のDVD版と「RATTLIN’IS-220」を付属した限定版。
- 黒帯 特別編 復活のバカラック伝説 前編 (内外出版社)
- 黒帯 特別編 復活のバカラック伝説 後編 (内外出版社)
- 黒帯 9 (内外出版社)
- 黒帯 10 (内外出版社)
- 黒帯 11 (内外出版社)
- 黒帯 12 (内外出版社)
- 黒帯 13 (内外出版社)
- 黒帯 14 (内外出版社)
- 今江克隆 TSR ザ・コンプリートクロニクルズ 06春～07初夏 (エイ出版) ISBN 978-4-7779-0851-6
- 今江克隆　オールアバウトジグヘッド　スイムベイト (エイ出版) ISBN 9.78478E+12
- 今江克隆 TSR 間違いだらけのベイトフィネス (エイ出版) ISBN 978-4-7779-2078-5
- 今江克隆TSR5 奇跡のチャターベイト/ビッグベイトサイトフィッシング　完全習得マニュアル (エイ出版) ISBN 978-4-7779-2241-3

### 書籍
- Real (2004年2月、エイ出版) ISBN 4-7779-0001-0
- CONCEPTION2006 (2006年、内外出版社)
- 今江克隆　メジャーレイクで50cmアップを釣る方法 (エイ出版) ISBN 978-4-7779-1391-6

## 著書
- バスフィッシングのシークレット48 (1997年4月17日、地球丸) ISBN 978-4-925020-16-9
- 今江克隆式 BASS LIFE(名光通信社)
- 今江克隆式 BASS LIFE PART 2(1997年7月、名光通信社)
- バスフィッシングの裏シークレット48 (1998年4月22日、地球丸) ISBN 978-4-925020-31-2
- 今江克隆トップシークレット(エイ出版)

## 連載
- 今江克隆のマンスリーレポート (つりトップ、学研)
- 今江克隆のSuperシークレット (ロッドアンドリール、地球丸) 2002年4月26日 - 2003年4月26日
- Real (バスワールド、エイ出版)
後に「Real」でムック化
- トップシークレットリターンズ (バスワールド、エイ出版)
後に「今江克隆　メジャーレイクで50cmアップを釣る方法」でムック化